# 西湖服務區
西湖服務區是台灣的一座國道服務區，地處苗栗縣西湖鄉，里程為福爾摩沙高速公路（國道三號）134.9k，自基隆起點以來第二個服務區，2003年12月7日成立，也是苗栗縣唯一一座國道服務區。

## 概要
服務區分為南下、北上兩站，之間設有人行陸橋相互貫通。為便利西湖鄉當地用路人進出高速公路，減少繞經後龍交流道或通霄交流道的不便，2014年11月起開始興建小型車專用便道，2015年2月5日便道完工啟用。便道設計為南進北出，即可從西湖服務區進入高速公路南下車道、高速公路北上車道可經西湖服務區離開高速公路。
因腹地較小，未設加油站，為唯一沒有加油站的國道三號服務區。2024年設置電動車的充電站，支援CCS1及CCS2充電插頭。
南下站設有駕駛人休息室，讓駕駛人可短暫睡眠，以避免疲勞駕駛釀成事故。

## 規劃
國道三號自香山交流道起以南為國工局「二高後續計畫」的範圍，轉入中部地區濱海路廊，其地區多已開發，路線多沿苗栗丘陵區南緣崎麓而行，經苗栗縣西湖鄉跨越西湖溪下降至平原，於主線里程134.9k附近坡度較緩，且當時兩側皆有足夠腹地面積約12.5公頃，無房舍拆遷問題。就區位而言，距北二高關西服務區約56公里，與中山高湖口服務區相對應，西湖服務區於焉出現。

## 基本資料
- 位置：福爾摩沙高速公路134K+860處
- 地址：苗栗縣西湖鄉湖東村埔頂29號
- 服務台電話:037-920585
- 停車位(24小時開放)

## 營業額
以下為西湖服務區自2006年以來之年營業額，其中2006年與2007年之年營業額未含營業稅：
|  | 由于已知的技术原因，图表暂时不可用。带来不便，我们深表歉意。 |

|  | 由于已知的技术原因，图表暂时不可用。带来不便，我们深表歉意。 |

## 外部連結
- 新東陽西湖服務區
- 中區工程處國道服務區>>西湖服務區 （页面存档备份，存于）
- 國道3號 西湖南下服務區 即時影像 - 高速公路資訊網
- 國道3號 西湖北上服務區 即時影像 - 高速公路資訊網